# Stay (Don't Go Away)
Stay (Don't Go Away) è un singolo del DJ francese David Guetta, pubblicato il 9 maggio 2019 sulle etichette What a Music e Parlophone.

## Descrizione
Stay (Don't Go Away), che vede la partecipazione vocale della cantante britannica Raye, appartiene alla musica house.

## Video musicale
Il video musicale è stato reso disponibile il 9 maggio 2019.

## Tracce
Testi e musiche di David Guetta, Bas van Daalen, Cameron Gower Poole, Carl Falk, Kennedi Lykken, Rachel Keen e Timofey Reznikov.
Download digitale
1. Stay (Don't Go Away) (feat. Raye) – 3:05

Download digitale – Nicky Romero Remix
1. Stay (Don't Go Away) (feat. Raye) (Nicky Romero Remix) – 2:57

Download digitale – David Guetta & R3hab Remix
1. Stay (Don't Go Away) (feat. Raye) (David Guetta & R3hab Remix) – 3:20

Download digitale – The FaNaTiX Remix
1. Stay (Don't Go Away) (feat. Raye) (The FaNaTiX Remix) – 3:04

Download digitale – Loris Cimino Remix
1. Stay (Don't Go Away) (feat. Raye) (Loris Cimino Remix) – 2:53

Download digitale – Adam Trigger Remix
1. Stay (Don't Go Away) (feat. Raye) (Adam Trigger Remix) – 2:39

## Formazione
- David Guetta – programmazione, strumentazione, produzione
- Raye – voce
- Carl Falk – produzione
- Timofey Reznikov – produzione aggiuntiva, missaggio, mastering
- Stuart Hawkes – mastering
- Carlo Grieco – mastering, missaggio
- Daddy's Groove – mastering, missaggio
- Giovanni Romano – mastering, missaggio
- Giuseppe "Peppe" Folliero – mastering

## Successo commerciale
Nella Dance/Mix Show Airplay statunitense Stay (Don't Go Away) è divenuta l'ottava numero uno di Guetta e la prima di Raye.

## Classifiche

### Classifiche settimanali
| Classifica (2019) | Posizione massima |
| ----------------- | ----------------- |
| Belgio (Fiandre)  | 61                |
| Belgio (Vallonia) | 15                |
| Francia           | 155               |
| Irlanda           | 42                |
| Lituania          | 99                |
| Polonia           | 10                |
| Regno Unito       | 41                |
| Slovenia          | 11                |
| Svezia            | 72                |

### Classifiche di fine anno
| Classifica (2019) | Posizione |
| ----------------- | --------- |
| Belgio (Vallonia) | 88        |